# Llei d'Ús i Ensenyament del Valencià
La Llei d'Ús i Ensenyament del Valencià (LUEV) és una llei en vigor, aprovada el 23 de novembre de 1983, publicada l'1 de desembre, promoguda pel govern socialista de la Generalitat Valenciana, presidit per Joan Lerma, i aprovada per les Corts, que regula els drets dels ciutadans a utilitzar el valencià i l'obligació de les institucions a fer que aquests drets es complisquen.
En existir zones tradicionalment de parla castellana, existeixen municipis i comarques de predomini lingüístic valencià i municipis i comarques de predomini lingüístic castellà, la llei també determina quins municipis es determinen (per raons històriques i de l'ús de la llengua) com d'un predomini lingüístic o altre. Es pot consultar al Títol V una llista dels municipis de cada predomini. Nombrosos col·lectius, organitzacions i partits polítics han denunciat en diverses ocasions l'incompliment de la llei pels organismes públics. També han estat nombroses les denúncies particulars al Síndic de Greuges.
Cal dir que si bé el nom de les zones és predomini lingüístic castellà i valencià, de fet es tracta d'una zona de llengua castellana monolingüe i una zona bilingüe. No existeix el predomini valencià realment, en la zona valenciana la senyalització és bilingüe, les publicacions dels ajuntaments són bilingües i fins i tot únicament en castellà, sobre tot a municipis on governa el PP. Els rétols de les botigues són també en castellà, l'ensenyament, sobre tot a secundària i a les universitats i l'atenció al públic en l'administració general també es fan majoritàriament en llengua castellana. A les zones de predomini lingüístic castellà el valencià és inexistent, és com si fóra Múrcia o Castella Manxega. Per tant, el castellà té preponderància a tot el territori encara que pel nomenclàtor de la llei sembla una altra cosa.
Mai ha canviat un municipi de predomini, encara que el partit d'extrema dreta castellana, Vox, ha proposat fins a cinc vegades que Alacant, segona ciutat del País Valencià, canvie de predomini, sota la premissa que la major part de la gent que viu a Alacant parla en castellà. El primer intent del canvi es va produir en 2020 i Vox ho va tornar a proposar en 2023 i en 2025. En aquest últim cas, es va aprovar en el si de l'Ajuntament d'Alacant d'elevar la qüestió a les Corts Valencianes, per la qual cosa centenars de persones es van manifestar davant la batllia. També s'hi van oposar diverses organitzacions, d'entre les quals l'Acadèmia Valenciana de la Llengua, Escola Valenciana, l'Associació Cívica per a la Normalització del Valencià, Acció Cultural del País Valencià, la FLAMPA Enric Valor i el partit Compromís.

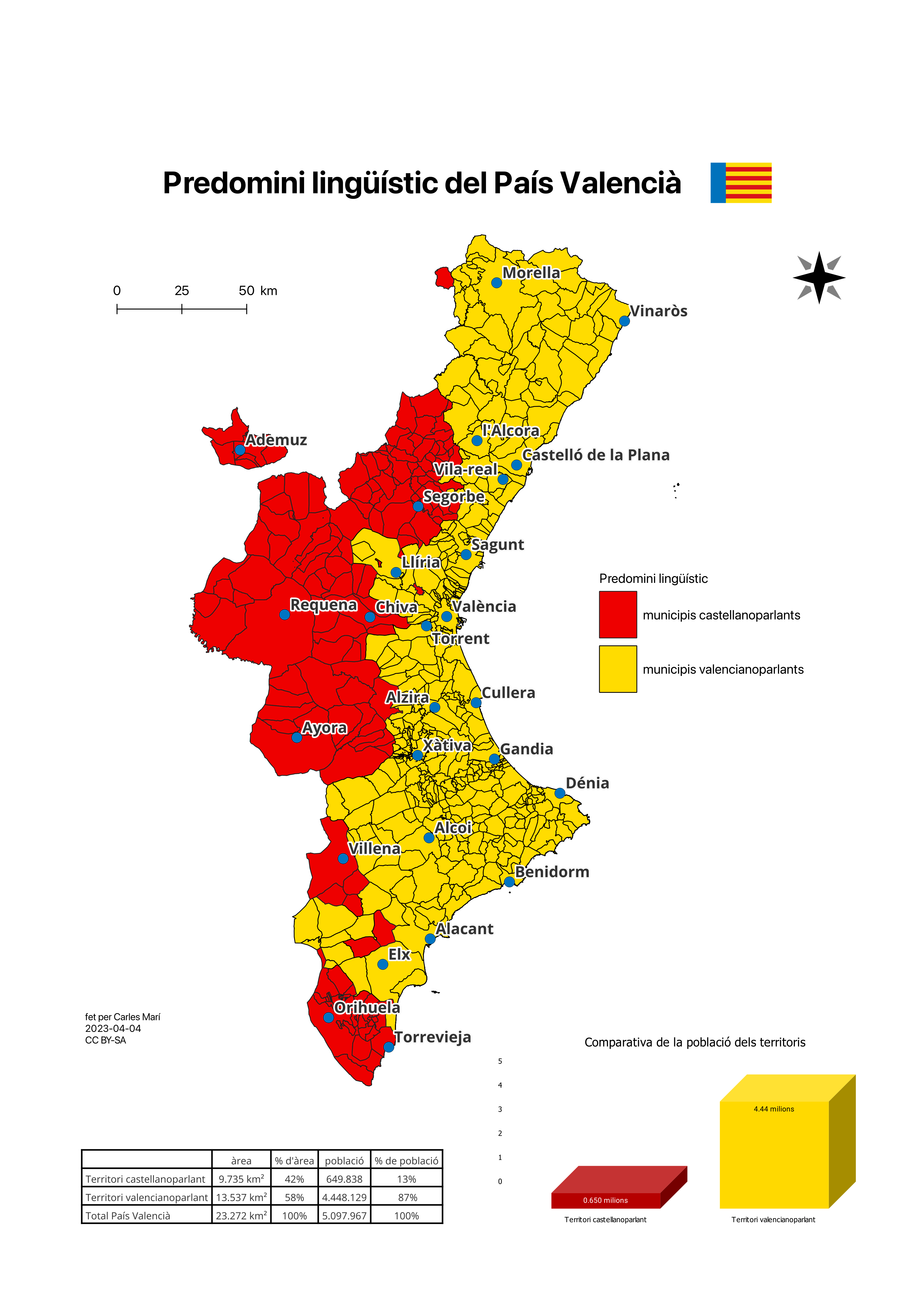
Zona de predomini lingüístic castellà (roig) i valencià (groc) segons els articles 35 i 36 de la llei d'ús i ensenyament del valencià.